# خاویر لویا
خاویر لویا (به اسپانیایی: Xavier Loyá‎؛ زادهٔ ۳۱ دسامبر ۱۹۲۷ – درگذشت ۲۲ سپتامبر ۲۰۲۰) بازیگر مکزیکی بود.